# Fritzlar

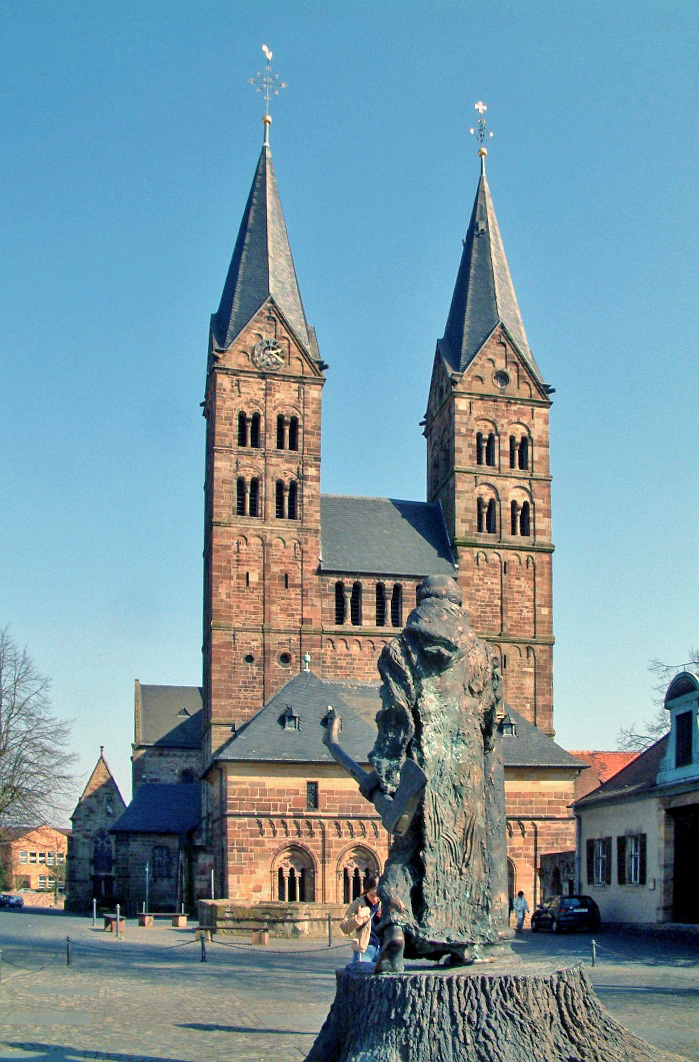
Duomo di Fritzlar

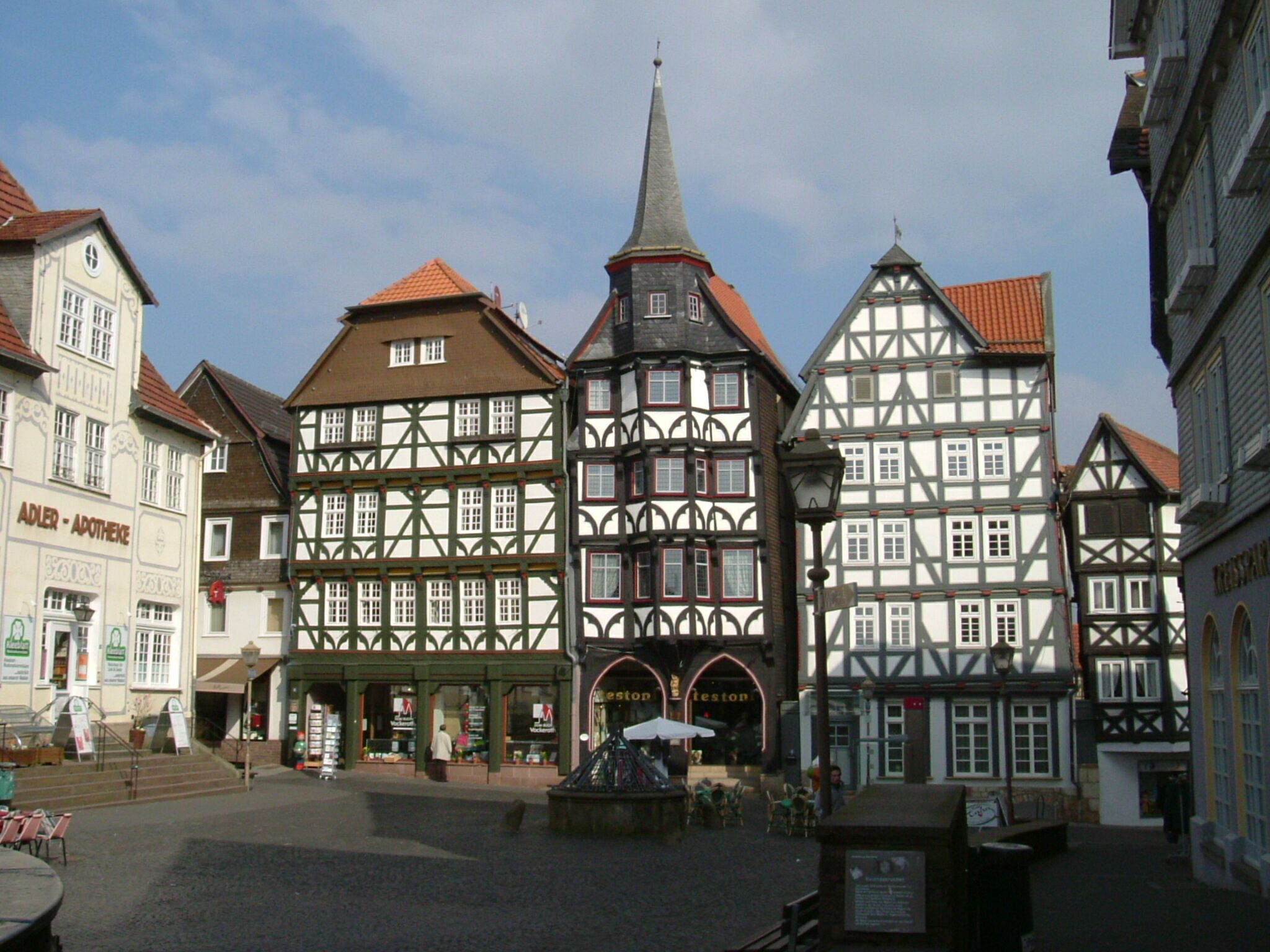
Piazza del Mercato a Fritzlar

Fritzlar è un comune tedesco di 15 031 abitanti situato nel land dell'Assia. 

## Storia
La fondazione della città risale a una chiesa e monastero fondato da Bonifacio. La cattedrale e la città sono considerate il luogo in cui sia iniziata la cristianizzazione della Germania centrale e settentrionale. Il nome Fritzlar deriva dal nome originale Friedeslar, significa luogo di pace.
Fritzlar ha un paesaggio urbano d’influenza medievale ben conservato con numerose case a graticcio. Lo sviluppo urbano iniziò nell'VIII secolo con la costruzione del monastero e della chiesa collegiata di San Pietro. La cattedrale di Fritzlar fu ampliata in due fasi di costruzione nell'XI e nel XIII secolo. Il municipio è il più antico documentario menzionato (1109) e ancora usato come tal edificio per uffici in Germania. Molte case a schiera, soprattutto attorno al mercato, risalgono al XV e XVII secolo e sono state accuratamente restaurate. La piazza del mercato oggi offre uno sfondo pittoresco.

## Amministrazione

### Gemellaggi
È gemellato con:
- Casina